# Kirche Hohenwarte

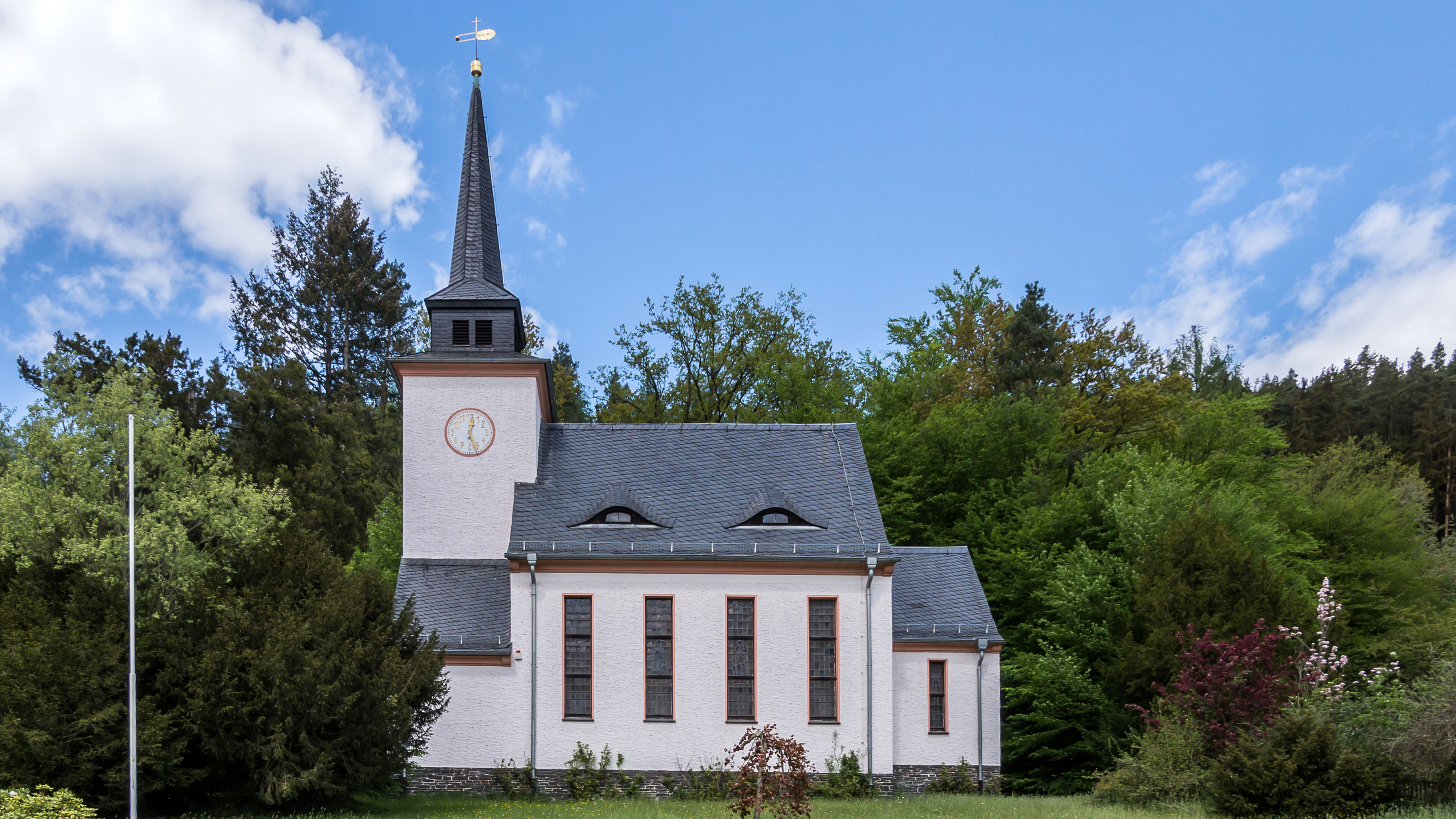
Kirche Hohenwarte

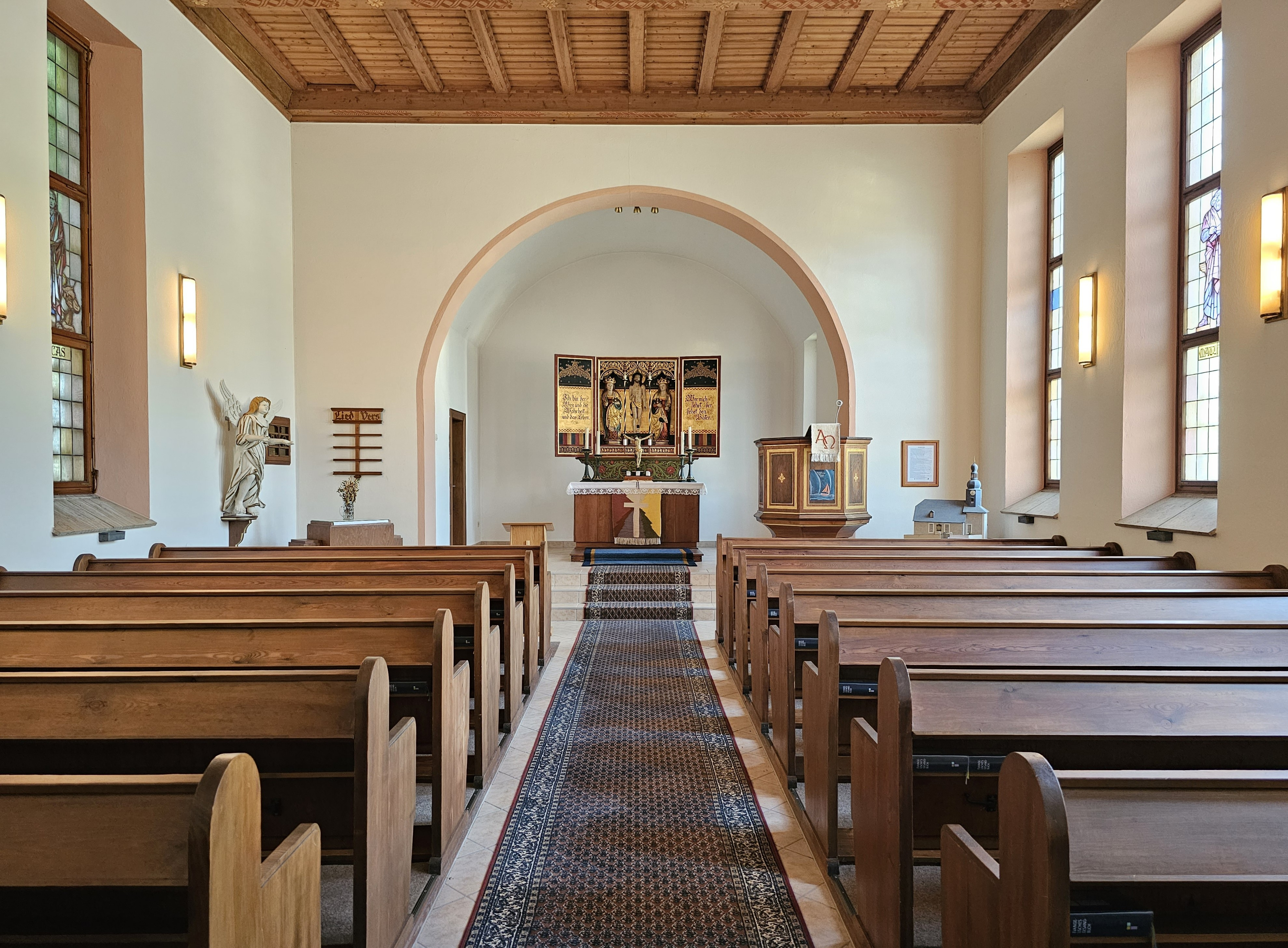
Innenraum (2023)

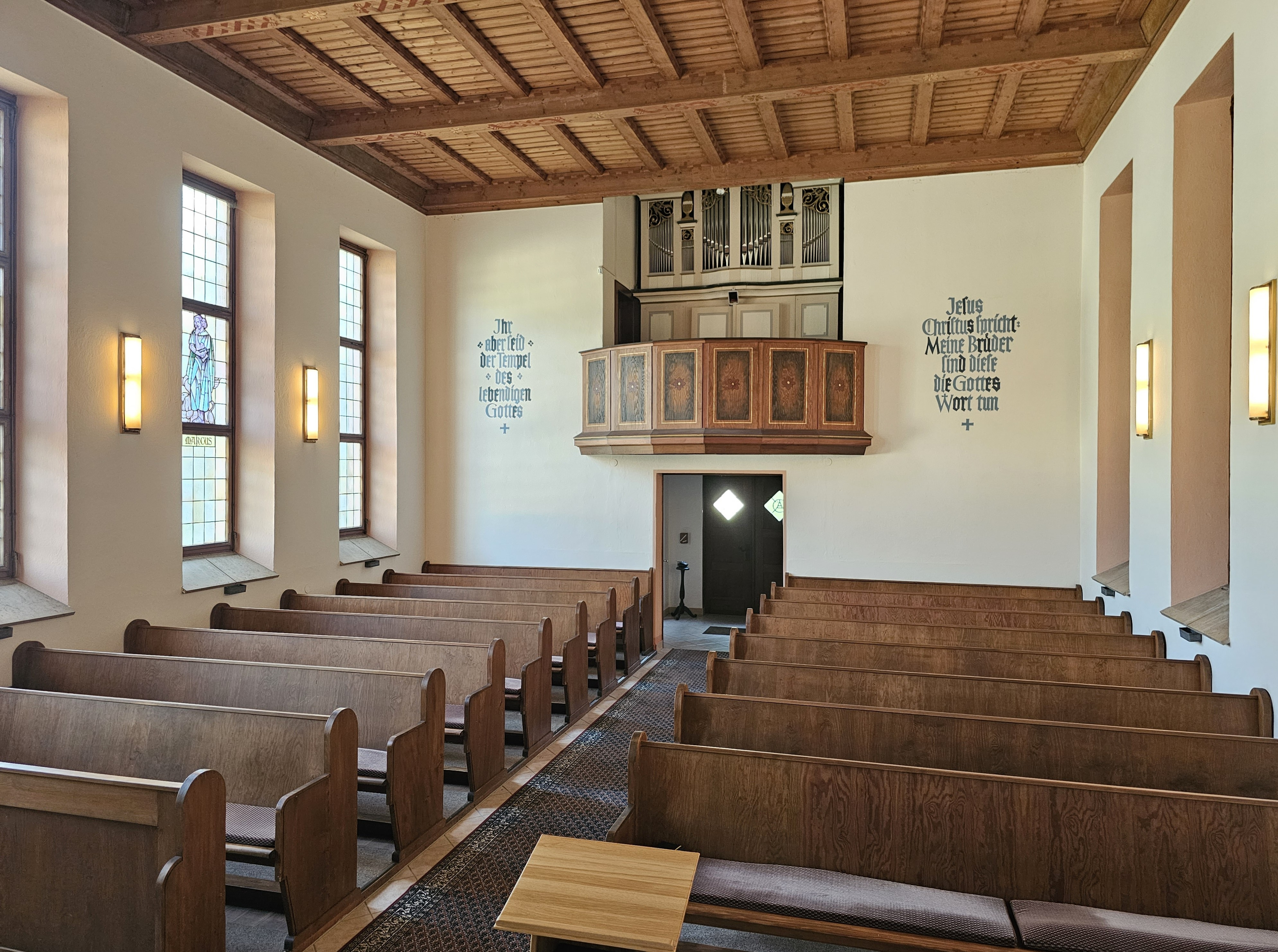
Innenraum, Blick zur Orgel

Die evangelisch-lutherische Kirche Hohenwarte steht in Hohenwarte, einer Gemeinde im Landkreis Saalfeld-Rudolstadt in Thüringen.
Die Kirche Hohenwarte der Kirchengemeinde Kaulsdorf-Hohenwarte gehört zum Pfarrbereich Kaulsdorf-Hohenwarte im Kirchenkreis Rudolstadt-Saalfeld der Evangelischen Kirche in Mitteldeutschland.

## Beschreibung
Die einstige Preßwitzer Kirche ging in den 1930er Jahren im Stausee unter. Das Gotteshaus mit eingezogenem Chorturm, auf dem eine barocke geschweifte Haube thronte, entstand im Jahre 1657, war aber in seinen Ursprüngen auf einen romanischen Vorgängerbau zurückzuführen. Der letzte Kirchgang in Preßwitz fand 1937 statt.
Die Saalkirche wurde 1934 bis 1938 als Ersatz für diese untergegangene Kirche neu erbaut. Aus der alten Preßwitzer Kirche wurden u. a. drei Figuren eines spätgotischen Flügelaltars von 1500, Georgiorgel, das Taufbecken mit Taufkanne von 1686, eine Abendmahlskanne von 1662, sowie die Glocken von 1754 und 1924 in die Hohenwartener Kirche umgesetzt.
Die Orgel, die Johann Michael Georgi 1831 gebaut hatte, wurde 1934 von der Orgelbaufirma Jehmlich aus der Preßwitzer Kirche umgesetzt. Sie hat sechs Register, verteilt auf ein Manual und Pedal.